# The High Note
The High Note is een Amerikaanse dramakomedie uit 2020 geregisseerd door Nisha Ganatra en geschreven door Flora Greeson. De hoofdrollen worden vertolkt door Dakota Johnson, Tracee Ellis Ross, Kelvin Harrison jr., Zoë Chao, Bill Pullman, Eddie Izzard en Ice Cube.

## Verhaal
Maggie Sherwoode werkt als de personal assistent van de R&B-legende Grace Davis. In de tussentijd probeert ze echter door te breken als een muziekproducente. Dit proces gaat niet zonder slag of stoot en haar droom neemt een andere wending aan wanneer ze de zanger David Cliff ontmoet.

## Rolverdeling
| Acteur              | Personage        |
| ------------------- | ---------------- |
| Dakota Johnson      | Maggie Sherwoode |
| Tracee Ellis Ross   | Grace Davis      |
| Kelvin Harrison jr. | David Cliff      |
| Zoë Chao            | Katie            |
| Ice Cube            | Jack Robertson   |
| Bill Pullman        | Max              |
| Jonathan Freeman    | Martin           |
| June Diane Michael  | Gail             |
| Deniz Akdeniz       | Spencer Cliff    |
| Eddie Izzard        | Dan Deakins      |
| Diplo               | Richie Williams  |

## Achtergrondinformatie

### Productie
In februari 2019 raakte bekend dat Nisha Ganatra het project zou gaan regisseren. Dakota Johnson, Trace Ellis Ross, Kelvin Harrison jr. en Zoë Chao werden in mei 2019 gecast. De opnames vonden plaats in Los Angeles.

### Release en ontvangst
In de Verenigde Staten werd de film in selecte bioscopen en op video on demand op 29 mei 2020 uitgebracht. Oorspronkelijk stond de Amerikaanse bioscooprelease gepland op 8 mei 2020, maar werd door uitbraak van het coronavirus geannuleerd. In Nederland werd de film door Universal Pictures op 18 juni 2020 uitgebracht.
De film kreeg positieve recensies van de Amerikaanse filmpers. Op Rotten Tomatoes heeft The High Note een waarde van 70% en een gemiddelde score van 6,1/10, gebaseerd op 177 recensies. Op Metacritic heeft de film een gemiddelde score van 58/100, gebaseerd op 34 recensies.